# Alopecosa huabanna
Espèce
Alopecosa huabanna est une espèce d'araignées aranéomorphes de la famille des Lycosidae.

## Distribution
Cette espèce est endémique de Mongolie-Intérieure en Chine,. Elle se rencontre dans le Laotoushan.

## Description
La femelle holotype mesure 9,63 mm et les mâles mesurent de 7,88 à 8,19 mm.

## Publication originale
- Chen, Song & Gao, 2000 : Two new species of the genus Alopecosa Simon (Araneae: Lycosidae) from Inner Mongolia, China. Zoological Studies, vol. 39, no 2, p. 133-137 (texte intégral).